# 瞳人
瞳人是《聊斋志异》里记载的妖怪，出自《瞳人语》，是造成白内障的两个小人。兩瞳人会合居一眶。后来方棟雖瞎了一隻眼，但比以前兩個眼睛時看東西看的更清楚了。
1. ↑  刘星. . 九州出版社. 2018年9月. ISBN 9787510874901.
2. ↑  蒲松齡. . 臺灣商務印書館. 1962年.
3. ↑  宋新有，李世钧，申修福. . 山西人民出版社. 1982年: 8.